# Kazimierz Łotocki
Kazimierz Łotocki (ur. 1882 w Szumlanach Małych koło Brzeżan, zm. 1942 w Związku Radzieckim) – polski malarz, grafik, pedagog, działający głównie we Lwowie.

## Życiorys
Po ukończeniu Seminarium Nauczycielskiego w Samborze w 1901 rozpoczął naukę malarstwa u Bronisławy Rychter-Janowskiej w Starym Sączu, kontynuował studia w Wolnej Akademii Sztuki we Lwowie u Stanisława Batowskiego-Kaczora, Seweryna Obsta, Jana Kazimierza Olpińskiego, Edwarda Mirona Pietscha, Władysława Witwickiego i Feliksa Michała Wygrzywalskiego oraz w Krakowie u Jana Stanisławskiego. Uczył się także grafiki w Instytucie Sztuk Graficznych we Lwowie u Ludwika Tyrowicza. Był współzałożycielem Związku Lwowskich Artystów Grafików.
Uczestniczył w wystawach malarstwa w Nowym Sączu (1909), Krakowie, Lwowie (wystawa indywidualna 1924) i w Muzeum Wielkopolskim w Poznaniu (1937).

## Charakterystyka twórczości
Jego malarstwo – głównie krajobrazy, architektura i widoki miejskie – wyróżniało się operowaniem jednolitymi płaszczyznami koloru, jak w grafice plakatowej. Nokturny jego autorstwa stosują efekty światła sztucznego. Malował też kwiaty, martwe natury i sceny rodzajowe. Uprawiał również grafikę – zarówno drzeworyt, jak i techniki metalowe, w których ukazywał tematy lwowskie. Widoczne są u niego wpływy impresjonizmu.

## Wybrane prace
- Brama Krakowska w Lublinie[2]
- Chata, olej, tektura[3]
- Fragment Warszawy, olej, tektura[3]
- Kamienie nad wodą (1932), olej, tektura[3]
- Kapliczka w górach (1937), olej, tektura[3]
- Pejzaż z kościołem, olej, tektura[3]
- Po burzy (1937), olej, tektura[3]
- Stara sień w Lublinie, olej, tektura[4]
- Widok z Parku Stryjskiego (Lwów) (1922), olej, tektura[5]
- Widok z Wólki koło Lwowa, olej, tektura[6]
- Żniwa (1917)[1]

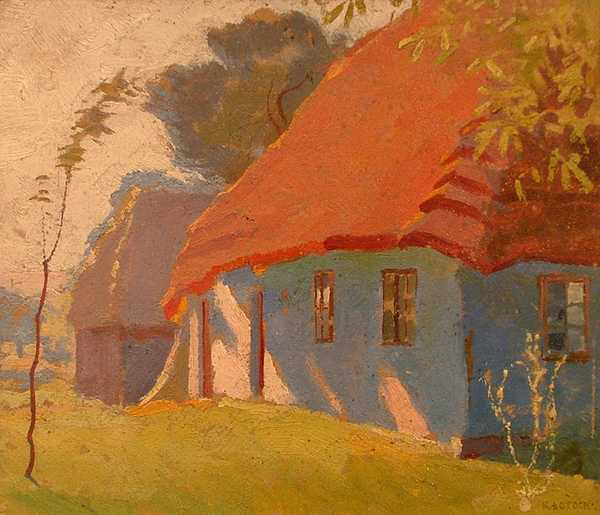
Chata
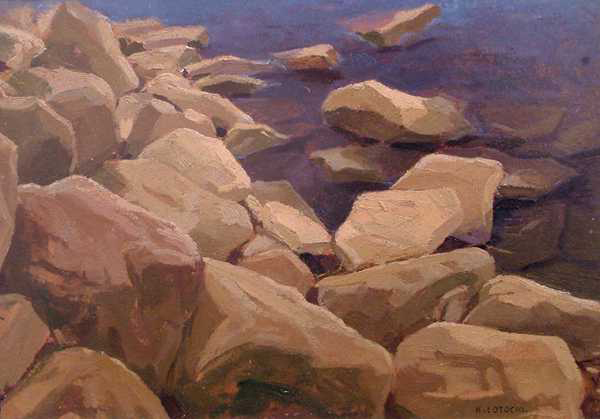
Kamienie nad wodą (1932)
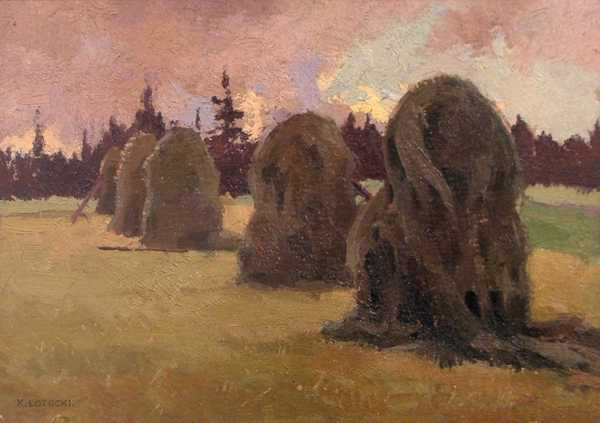
Po burzy (1937)
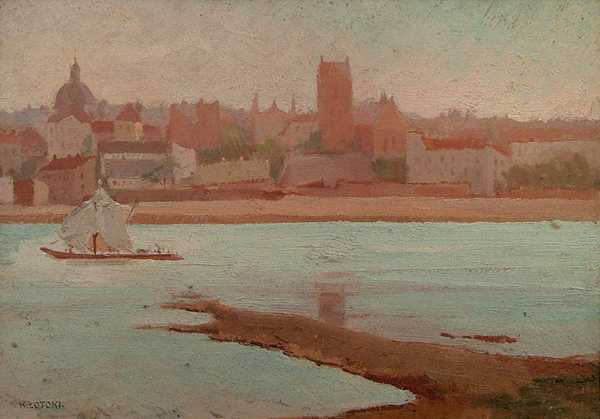
Fragment Warszawy